# The Killing Vote
The Killing Vote (tiếng Hàn: 국민사형투표)  là một bộ phim truyền hình Hàn Quốc đang diễn ra với sự tham gia của Park Hae-jin, Park Sung-woong và Lim Ji-yeon. Nó dựa trên một webtoon tiếng cùng tên tiếng Hàn được đăng nhiều kỳ trên Kakao Webtoon và KakaoPage. Phim được khởi chiếu vào ngày 10 tháng 8 năm 2023 và phát sóng trên SBS TV lúc 21:00 thứ Năm hàng tuần (KST). Nó cũng có sẵn để phát trực tuyến trên Amazon Prime Video ở các khu vực được chọn.

## Tóm tắt
Loạt phim kể về một nhân vật bí ẩn tên là Gaetal, người thực hiện các cuộc khảo sát qua tin nhắn văn bản để quyết định xem có nên xử tử một số tội phạm hung ác nhất định hay không, sau đó giết họ nếu hơn 50% những người trả lời ủng hộ bản án tử hình.

## Diễn viên

### Diễn viên chính
- Park Hae-jin trong vai Kim Moo-chan: Đội trưởng Đội 1 của đơn vị điều tra khu vực thuộc Cơ quan Cảnh sát tỉnh phía Nam.[9]
- Park Sung-woong trong vai Kwon Seok-joo: một tù nhân dài hạn đã tự ra đầu thú sau khi đích thân giết chết kẻ đã giết con gái 8 tuổi của mình.[9]
- Lim Ji-yeon trong vai Joo Hyeon: sĩ quan cảnh sát đã làm việc được 5 năm tại Cục An toàn Mạng của Cơ quan Cảnh sát Thủ đô Seoul (SMPA).[8]

### Diễn viên phụ

#### Những người xung quanh Moo-chan
- Shin Jung-geun trong vai Choi Jin-soo: một sĩ quan cảnh sát kỳ cựu hai mươi tuổi và là cộng sự của Moo-chan.[13]
- Go Geon-han trong vai Kim Jordan: Đồng nghiệp của Hyeon, là thanh tra tại Cục An toàn Mạng của SMPA.[14][15]
- Oh Ha-nee vai Kang Yoon-ji: sĩ quan cảnh sát và cựu vận động viên taekwondo quốc gia[16]
- Kwon Do-hyung vai Ban Sang-jae: thành viên của Trụ sở Điều tra Đặc biệt.[15][17]

#### Những người xung quanh Seok-joo
- Kim Yoo-mi vai Min Ji-young: thành viên Quốc hội trở thành ứng cử viên tổng thống tiếp theo.[13][18]
- Kim Kwon vai Lee Min-soo: giáo viên trung học.[19]
- Cha Rae-hyung vai Park Chul-min: cai ngục tại nhà tù Cheongnang.[15]

#### Những người xung quanh Joo Hyeon
- Choi Yu-hwa vai Chae Do-hee: một nhà báo chuyển sang làm người dẫn chương trình.[20]
- Kwon Ah-reum vai Joo Min: Em gái của Hyeon, học sinh trung học năm thứ ba.[21]
- Seo Young-joo vai Kim Ji-hoon: một học sinh trung học mất cha mẹ trong một vụ tai nạn khi còn nhỏ.[13][22]
- Oh Ji-hye trong vai Yang Hye-jin: Bà của Ji-hoon là bác sĩ nội khoa.[15]

### Mở rộng
- Gong Do-eun vai Hye-mi: Bạn thân nhất của Min.[23]
- Chae Ri-eun vai thư ký của Ji-young.[24]
- Ahn Young-hoon vai Byun Woo-taek[25]
- Kim Min-sik trong vai Bae Gi-cheol: một tên tội phạm độc ác có khoảng 200.000 vụ bóc lột tình dục trẻ vị thành niên.[26]

## Sản xuất
Vào tháng 3 năm 2023, công ty sản xuất Pan Entertainment thông báo đã ký hợp đồng cung cấp với Studio S để sản xuất bộ phim trị giá 15,36 tỷ won.

## Phát sóng
Ban đầu, bộ phim dự kiến phát sóng liên tiếp hai tập đầu tiên vào ngày 10 tháng 8 năm 2023 từ 21:00 (KST). Tuy nhiên, việc phát sóng tập đầu tiên đã bị hoãn lại đến 22h10 (KST) do bản tin đặc biệt về bão Khanun. Do đó, tập thứ hai được phát sóng vào ngày 17 tháng 8.

## Lượng người xem
| Mùa | Mùa | Số tập | Số tập | Số tập | Số tập | Số tập | Số tập | Số tập | Số tập | Số tập | Số tập | Số tập | Số tập | Trung bình |
| Mùa | Mùa | 1      | 2      | 3      | 4      | 5      | 6      | 7      | 8      | 9      | 10     | 11     | 12     | Trung bình |
| --- | --- | ------ | ------ | ------ | ------ | ------ | ------ | ------ | ------ | ------ | ------ | ------ | ------ | ---------- |
|     | 1   | 844    | 690    | 794    | 759    | 620    | 720    | 600    | 606    | 559    | 594    | 659    | 556    | 667        |

| Tập                                                                                                 | Ngày phát sóng ban đầu | Tỷ lệ khán giả trung bình | Tỷ lệ khán giả trung bình | Tỷ lệ khán giả trung bình |
| Tập                                                                                                 | Ngày phát sóng ban đầu | Nielsen Korea             | Nielsen Korea             | TNmS                      |
| Tập                                                                                                 | Ngày phát sóng ban đầu | Toàn quốc                 | Seoul                     | Toàn quốc                 |
| --------------------------------------------------------------------------------------------------- | ---------------------- | ------------------------- | ------------------------- | ------------------------- |
| 1                                                                                                   | 10 tháng 8 năm 2023    | 4.1% (13th)               | 4.1% (11th)               | N/A                       |
| 2                                                                                                   | 17 tháng 8 năm 2023    | 3.8% (13th)               | 3.9% (10th)               | 3.4% (17th)               |
| 3                                                                                                   | 24 tháng 8 năm 2023    | 4.1% (11th)               | 4.0% (9th)                | N/A                       |
| 4                                                                                                   | 31 tháng 8 năm 2023    | 4.1% (11th)               | 4.3% (9th)                | 3.1% (19th)               |
| 5                                                                                                   | 7 tháng 9 năm 2023     | 3.4% (14th)               | 3.1% (15th)               | N/A                       |
| 6                                                                                                   | 14 tháng 9 năm 2023    | 4.1% (12th)               | 4.4% (9th)                | N/A                       |
| 7                                                                                                   | 21 tháng 9 năm 2023    | 3.1% (15th)               | 3.0% (14th)               | 2.7% (20th)               |
| 8                                                                                                   | 12 tháng 10 năm 2023   | 2.8% (18th)               | 3.2% (16th)               | N/A                       |
| 9                                                                                                   | 19 tháng 10 năm 2023   | 2.7% (21st)               | 3.0% (17th)               | N/A                       |
| 10                                                                                                  | 26 tháng 10 năm 2023   | 3.2% (17th)               | 3.2% (16th)               | 2.9% (19th)               |
| 11                                                                                                  | 9 tháng 11 năm 2023    | 3.3% (17th)               | 3.7% (12th)               | N/A                       |
| 12                                                                                                  | 16 tháng 11 năm 2023   | 3.1% (16th)               | 2.9% (18th)               | N/A                       |
| Average                                                                                             | Average                | 3.5%                      | 3.5%                      | —                         |
| - Trong bảng trên, số màu xanh biểu thị xếp hạng thấp nhất và số màu đỏ biểu thị xếp hạng cao nhất. |                        |                           |                           |                           |